# 黄潤秋
黄 潤秋（こう じゅんしゅう、1963年8月 - ）は、中華人民共和国の官僚、政治家。湖南省長沙市出身。現職は中華人民共和国生態環境部部長。第9期、第10期、第11期全国政協委員、第13期全国政協常委。第12届全国人民代表大会四川地区代表。

## 経歴
1963年8月、湖南省長沙市で生まれる。1986年、成都地質学院水文系を卒業。1988年、自身の母校である成都地質学院の水文地質与工程地質系にて講師に着任し、以後、助手、助教授、教授と昇任した。
2008年1月、四川省政協副主席に就任。2014年、四川省人大常委会副主任。5月には同省社会主義学院院長を兼務する。
2016年3月、中央に移り、中華人民共和国環境保護部副部長（次官）に就任。翌年12月、九三学社副主席を兼務。第13期全国人大常委会第17回会議で2020年4月29日、黄潤秋が中華人民共和国生態環境部部長に選出された。